# Stopperanalyse
Stopperanalyse ist eine empirische Methode zur Ermittlung der Zuverlässigkeit und Effizienz von Einzelmaschinen oder starr verketteten industriellen Fertigungsstrecken.
Der Begriff ist im Bereich Druckindustrie und Druckweiterverarbeitung üblich und eingeführt.
Als Stopper bezeichnet man das Auftreten eines unzulässigen Betriebszustandes (Störung) an einer Einzelmaschine oder Komponente innerhalb einer starr verketteten industriellen Fertigungsstrecke, die zur kurzzeitigen (Sekunden, Minuten) Unterbrechung des Fertigungsprozesses führt. Dieses Anhalten des Fertigungsprozesses wird manuell vom Bedienpersonal (z. B. „Notaus“) oder durch Sensoren ausgelöst, mit denen die Produkt-, Material- und Prozessparameter überwacht werden.
Bei einer Stopperanalyse werden ermittelt:
- die konkrete Ursache (z. B. fehlendes oder verklemmtes Produkt, abweichende Maße),
- die Anzahl, Häufigkeit und Dauer des Auftretens von Stoppern und
- die statistische Verteilung auf die einzelnen Komponenten des Gesamtsystems

Die „klassische“ Methode zur Datenerhebung für eine Stopperanalyse ist die Beobachtung einer Fertigungsstrecke durch eine oder mehrere Personen über einen festgelegten Zeitraum und die manuelle Aufzeichnung aller auftretenden Stopper-Ereignisse mittels Strichliste und Stoppuhr. Moderne Maschinen gestatten z. T. auch eine automatisierte Stopperanalyse über den eingebauten Steuerrechner (Fehlerprotokoll). In der Praxis kommen auch Zwischenlösungen zur Anwendung, z. B. die Ausstattung der Beobachter mit mobilen PC oder PDA und spezieller Software.
Anhand der Ergebnisse einer Stopperanalyse kann man z. B. ermitteln:
- ob eine Maschine die vom Hersteller versprochene Produktivität tatsächlich erreicht (Maschinen-Abnahme)
- das optimale Verhältnis zwischen Taktzahl und Stopper-Häufigkeit (Optimierung)
- einzelne Komponenten als Schwachstelle identifizieren

Das Auftreten von Stoppern ist z. B. abhängig von:
- der Abstimmung auf die konkreten Produkt- und Materialeigenschaften
- dem Grad der Streuung der Produktparameter und Materialeigenschaften
- der Qualifikation des Bedienpersonals
- der Qualität der Abstimmung der einzelnen Komponenten einer Fertigungsstrecke untereinander